# Adira obscurocincta
Adira obscurocincta es una especie de escarabajos de la familia Coccinellidae. Se distribuye en Argentina, Bolivia, Brasil, Paraguay y Uruguay. Es la especie tipo del género Adira.

## Descripción
Tiene forma ovalada, con un largo de 4,6 a 6,2 mm. Las cubiertas de las alas son de color rojo amarillento con diseños negros. El pronoto presenta los ángulos anteriores con el borde amarillo. Los élitros presentan el sexto basal negro, excepto la sutura y el borde lateral.

## Taxonomía
Adira obscurocincta fue descrita como Coccinella obscurocincta por primera vez por el entomólogo alemán Johann Christoph Friedrich Klug en 1829. Fue colocada en el género Epilachna y el subgénero Dira en 1850 por Étienne Mulsant. Este subgénero fue elevado luego al rango de género por Robert Donald Gordon en 1975, y en 1986 pasó a llamarse Adira.